# Charles Bryant

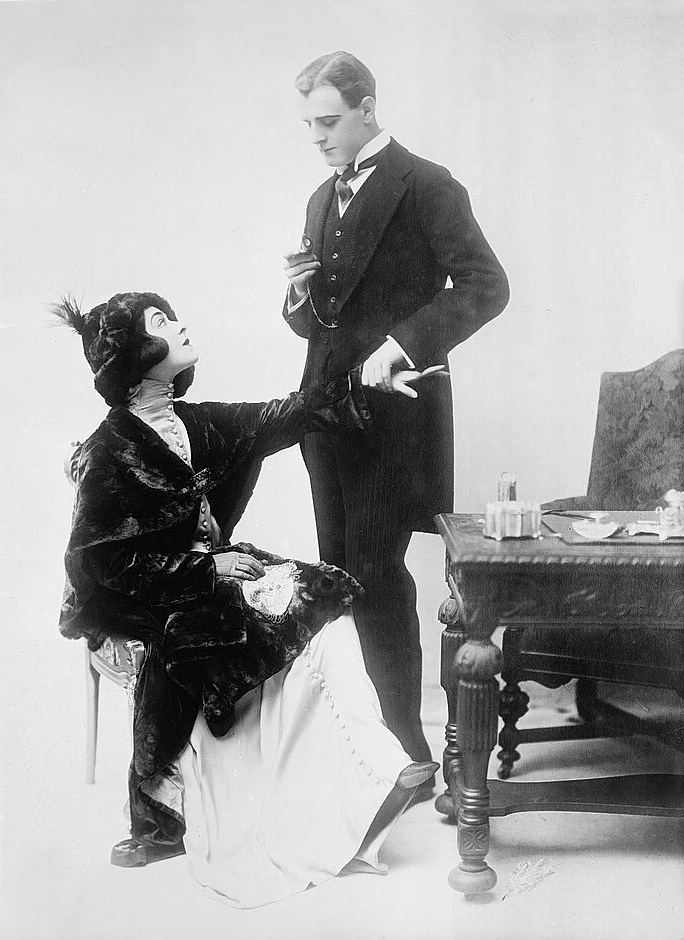
Charles Bryant (rechts) mit seiner Ehefrau, der Schauspielerin Alla Nazimova

Charles Bryant (* 8. Januar 1879 in Hartford, Cheshire, Vereinigtes Königreich; † 7. August 1948 in Mount Kisco, New York, USA) war ein britischer Stummfilmschauspieler, Regisseur und Drehbuchautor. Bekannt wurde er durch seine Scheinehe mit der berühmten Schauspielerin Alla Nazimova.

## Leben und Wirken
Bryant wurde 1879 geboren und begann bereits mit acht Jahren mit dem Theaterspielen. Nachdem er das Ardingly College mit vierzehn Jahren verlassen hatte, um ein professioneller Schauspieler zu werden, kam er 1897 in die USA, wo seine Karriere am Broadway begann. Dort spielte er in Stücken von Henrik Ibsen und Edith Wharton, war Darsteller unter der Regie von David Belasco und – nach Ende seiner Filmkarriere – wurde er selbst Regisseur von Stücken am Broadway. Am Broadway waren die bekanntesten Schauspieler, mit denen er drehte, seine Frau Alla Nazimova und Lionel Atwill. Er schrieb auch drei Drehbücher und führte bei insgesamt vier Filmen Regie.
Seine Filmkarriere begann 1914 und endete nach dem Misserfolg von Salome 1923. In diesen sechs Jahren stand er rund 17 Mal vor der Kamera und führte 3 Mal selbst Regie, vor allem beim Misserfolg Salome. Einige Male stand er auch mit seiner Frau vor der Kamera.
Nach Ende der Filmkarriere ging er erneut an den Broadway, wo er als Darsteller und Regisseur bis zu seinem Tod 1948 mit 69 Jahren tätig war.

## Scheinehe mit Alla Nazimova
Während seiner Arbeit am Broadway lernte er seine spätere Frau, die damals sehr bekannte und exzentrische Schauspielerin Alla Nazimova kennen. Beide heirateten 1912, die Ehe wurde 1920 geschieden. Bryant war – wie man heute weiß – homosexuell und Nazimova bisexuell. Beide heirateten, um im homophoben Hollywood jener Jahre nach außen ein bürgerliches Leben darzustellen. Die Ehe wurde niemals vollzogen und Bryant und Nazimova lebten oft gar nicht in einer Wohnung zusammen.

## Filmographie (Auswahl)
- A train of Incidents, 1914.
- The Spider, 1915.
- The Masquerades, 1915.
- Toys of Fate, 1918.
- Stronger than death, 1920.
- Billions, 1920.